# Plac Władysława Jagiełły w Raciborzu
Plac Władysława Jagiełły w Raciborzu (daw. niem. Schramm-Platz → w okresie 1909–1945 r. Notburga-Platz) – raciborski plac znajdujący się w dzielnicy Centrum. Plac przylega do ulicy Henryka Sienkiewicza, a swoją nazwę wziął od króla Władysława Jagiełły.

## Architektura

### Budynki mieszkalne
- Kamienica przy pl. Jagiełły 4 – budowla wzniesiona według projektu Hermana Arwińskiego w latach 1906–1909. Kamienica posiada cztery kondygnacje z suterenami oraz poddaszem nadającym się do użytku. Budowla wykonana w stylu historyzmu z elementami secesji. Elewacja frontowa posiada ryzality, a całość pokrywa mansardowy dach. Wykusz narożny podbierany jest przez spiralnie skręconą kolumnę. W fasadzie znajdują się balkonu z żeliwnymi balustradami. Portal drzwiowy opatrzony jest półkolistym łukiem, który posiada zwornik w kształcie głowy mężczyzny[2].

- Kamienica przy pl. Jagiełły 5 – budowla wzniesiona według projektu Hermana Arwińskiego w latach 1906–1909. Kamienica posiada cztery kondygnacje z suterenami oraz poddaszem nadającym się do użytku. Budowla wykonana w stylu historyzmu z elementami secesji. Elewacja frontowa posiada ryzality, a całość pokrywa mansardowy dach. Wykusz narożny podbierany jest przez spiralnie skręconą kolumnę, który wieńczy balkon. W fasadzie znajdują się balkonu z żeliwnymi balustradami. Portal drzwiowy opatrzony jest półkolistym łukiem, który posiada zwornik w kształcie głowy mężczyzny. Nad drzwiami znajduje się nadświetle w kształcie okręgu[2].

## Obiekty użyteczności publicznej
- Dom św. Notburgi – kompleks zbudowany na planie zbliżonym do litery "L" został oddany do użytku w 1892 r. Budynek jest murowany z czerwonej cegły, posiada cztery kondygnacje. Jego rozbudowa odbywała się w latach 1894 i 1902[3][4]. Kompleks jest przykładem architektury neogotyckiej, która posiada ceglany detal architektoniczny. Elewacja frontowa budowli posiada ryzality, które wieńczą szczyty i pinakle. Skrzydło wschodnie zawiera dobudówki, natomiast skrzydło północne przykrywa wysoki dwuspadowy dach[3]. Skrzydło główne pokrywa dach mansardowy. Kompleks posiada kaplicę z 1902 r. projektu Jana Affy[3][4]. W środku znajduje się ołtarz główny wykonany przez Ferdynanda Stufflesera z Tyrolu[3]. Dom opieki dla kobiet, zwany Zakładem św. Notburgi mieścił się w tym budynku od 1889 mieścił się przy tym placu. Inicjatorem tego przedsięwzięcia był ks. dr Hermann Schaffer, który w zakładzie spędził emeryturę i 9 grudnia 1914 r. zmarł[4]. W 1945 r. budynek oddziału Banku Rzeszy został częściowo zniszczony i następnie odbudowany przez Raciborskie Przedsiębiorstwo Budowlane. Obecnie w budowli mieści się Dom Pomocy Społecznej, który prowadzi Zgromadzenie Sióstr Maryi Niepokalanej[3][4].